# 1704 en santé et médecine
| Années de la santé et de la médecine : 1701 - 1702 - 1703 - 1704 - 1705 - 1706 - 1707    |
| Décennies de la santé et de la médecine : 1670 - 1680 - 1690 - 1700 - 1710 - 1720 - 1730 |

Cet article présente les faits marquants de l'année 1704 en santé et médecine.

## Événements
- 26 juillet : Jeanne Delanoue fonde à Saumur les servantes des pauvres[1].

## Publications
- Les Opera omnia medico-practica et anatomica (lire en ligne) de Giorgio Baglivi sont publiées à Lyon[2].

## Naissances
- 3 septembre : Joseph de Jussieu (mort en 1779), médecin et botaniste français, membre de l'expédition de Charles Marie de La Condamine, chargée de mesurer l'arc du méridien à l'Équateur[3].
- 27 septembre : Louis de Jaucourt (mort en 1780), médecin et collaborateur de l'Encyclopédie de Diderot et D'Alembert.
- 29 septembre : Johann Friedrich Cartheuser (mort en 1777), médecin allemand, professeur de chimie et de pathologie à Francfort-sur-l'Oder.
- 8 décembre : Anton de Haen (mort en 1776), médecin autrichien, chef de la médecine clinique de l'Université de Vienne[4].

## Décès
- 28 octobre : John Locke  (né en 1632), médecin et philosophe anglais[5].

Date non précisée
- Jean Baptiste Denis (né en 1643), médecin de Louis XIV.